# ورزشگاه ریکو آرنا
 ورزشگاه ریکو آرنا (به انگلیسی: Ricoh Arena) ورزشگاهی در شهر کاونتری و ورزشگاه خانگی باشگاه فوتبال کاونتری سیتی است.
این ورزشگاه در سال ۲۰۰۵ میلادی ساخته شده و ظرفیت آن ۳۲٬۶۰۹ است.
ورزشگاه ریکو آرنا یکی از ورزشگاه‌های مورد استفاده در بازی‌های المپیک تابستانی ۲۰۱۲ و مسابقات جهانی راگبی ۲۰۱۵ است.